# 安妮特·伯姆
安妮特·伯姆（德語：Annett Böhm，1980年8月8日—），德国女子柔道运动员。她曾代表德国参加2004年和2008年夏季奥林匹克运动会柔道比赛，其中2004年奥运会获得一枚铜牌。